# 韋斯萊克瑙森岩
69°56′S 38°53′E / 69.933°S 38.883°E
韋斯萊克瑙森岩是南極洲的岩石，位於毛德皇后地的哈拉爾王子海岸，處於倫德瓦格斯角西南面6公里的呂佐夫-霍爾姆灣東南岸，挪威製圖師根據該國探險隊拍攝的空中照片繪入地圖。